# Carlos Prieto Jacqué
Carlos Prieto Jacqué  (Ciudad de México, 1 de enero de 1937) es un violonchelista, escritor y académico mexicano.

## Biografía
Hijo de los españoles Carlos Prieto y Fernández de Llana y Cécile Jacqué Daumas, ambos posteriormente naturalizados tras su llegada a México.
Prieto comenzó a tocar el violonchelo a los cuatro años, estudiando con el chelista húngaro Imre Hartman, y posteriormente con Pierre Fournier en Ginebra y Leonard Rose en Nueva York. Después estudió ingeniería y economía en el Instituto Tecnológico de Massachusetts  (MIT). Hizo estudios de violonchelo en la Universidad Estatal de Moscú.  
Se ha dedicado a la música, llegando a convertirse en uno de los chelistas más respetados. Interpreta con frecuencia las obras compuestas para él mismo por otros compositores latinoamericanos, estadounidenses y europeos. Prieto toca un violonchelo Stradivarius, llamado Piatti por Carlo Alfredo Piatti, y que el propio intérprete apoda afectuosamente Chelo Prieto. Es promotor de la música contemporánea para violonchelo de compositores de América Latina, Estados Unidos y Europa. Aparte de su exitosa carrera como chelista, Carlos Prieto también es un destacado escritor.
Fue amigo durante muchos años de Igor Stravinsky. Cuando Stravinsky regresó por primera vez a Rusia en 1962, tras cincuenta años de ausencia, Prieto, que en ese momento estaba estudiando en ese país, lo acompañó durante su histórica estancia en Moscú. Conoció también a Shostakovich y ha estrenado su Concierto n.º 1, Opus 107, en diversas ciudades de México y España.
Miguel León-Portilla, Eduardo Lizalde y Ramón Xirau propusieron a Carlos Prieto para ser miembro de número de la Academia Mexicana de la Lengua, de esta forma, fue elegido el 13 de enero de 2011 para ocupar la silla XXII, tomó posesión de la misma el 26 de enero de 2012 en la sala Manuel M. Ponce del Palacio de Bellas Artes. Su discurso de ingreso fue "Variaciones sobre Dmitri Shostakóvich y otras consideraciones", el cual fue respondido por Miguel León-Portilla. Durante la ceremonia ofreció un concierto a los asistentes interpretando la obra sonata de Shostakovich para violonchelo y piano y la obra "Solfa de Pedro" del compositor novohispano Manuel de Sumaya.

## Carrera musical

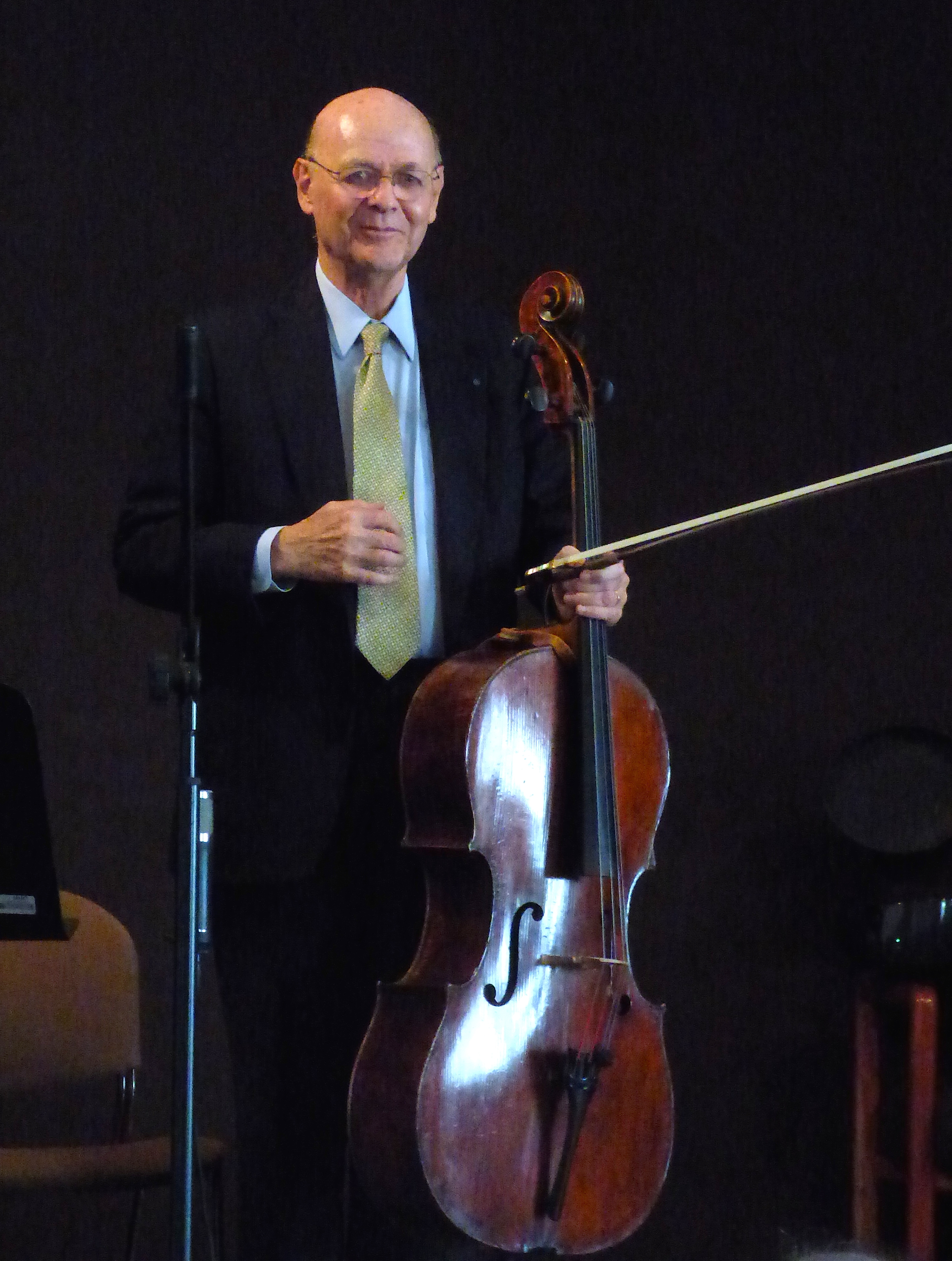
Carlos Prieto, durante la presentación de su libro Apuntes sobre la historia de la música en México en la Universidad Autónoma de Aguascalientes

Ha tocado con orquestas tales como la Royal Philharmonic Orchestra de Londres, la Orquesta Sinfónica de Berlín, la Orquesta de cámara de Europa, la Orquesta Nacional de España, la Orquesta de Radio Televisión Española, la Orquesta de Cámara de Moscú, la Camerata de San Petersburgo, la American Symphony Orchestra, la Orquesta Nacional de Irlanda, la Orquesta Nacional de Buenos Aires, la Orquesta Sinfónica Simón Bolívar de Venezuela y muchas más. Ha sido invitado a muchos de los más importantes teatros mundiales: el Carnegie Hall y el Lincoln Center de Nueva York, Kennedy Center de Washington; Symphony Hall de Boston; Dorothy Chandler Pavilion de Los Ángeles; Roy Thomson de Toronto; Barbican Hall y Wigmore Hall de Londres; Salle Gaveau y Salle Pleyel de París; la Sala de la Filarmónica de San Petersburgo; el Conservatorio de Moscú; el Auditorio Nacional de Madrid; la Sala Ferenc Liszt de Budapest; la gran Sala de Conciertos de Pekín; el Centro Artístico de Shanghái; los festivales de Europalia, Granada, Berlín, Beijing etc.
Es también miembro del Consejo Asesor de Música y Teatro del Instituto Tecnológico de Massachusetts, del Consejo Asesor de las Bellas Artes de la Universidad de Texas en Austin, miembro titular del Seminario de Cultura Mexicana y miembro de número de la Academia Mexicana de la Lengua. Es  creador emérito del Sistema Nacional de Creadores de Arte (SNCA). Fue Presidente de la Fundación del Conservatorio de las Rosas, el más antiguo conservatorio del continente americano. Cada tres años el Conservatorio de las Rosas, y el Consejo Nacional para la Cultura y las Artes de México llevan a cabo el Concurso de Violonchelo Carlos Prieto.

## Premios y reconocimientos
- 1995 - Medalla Mozart del embajador de Austria en México.
- 1999 - Achievement Award (premio al logro) del Instituto de Cultura Mexicana de Nueva York.
- 1999 - Premio Orden de las Artes y las Letras del gobierno francés, en el grado de oficial.
- 2001 - Premio Eva Janzer, titulado «Chevalier du Violoncelle» (caballero del violonchelo), de la Universidad de Indiana.
- 2002 - Premio Cultural Leadership Citation de la escuela de música de la Universidad de Yale.
- 2006 - La Encomienda de la Orden del Mérito Civil, otorgada por su Majestad el Rey de España.
- 2006- El título Maestro Emérito de la Juventud Venezolana otorgado por el Mtro. José Antonio Abreu, Presidente de la Fundación del Estado del Sistema de Orquestas Juveniles e Infantiles de Venezuela.
- 2007 - El Premio Nacional de Ciencias y Artes en el área de Bellas Artes otorgado por el gobierno mexicano.[8]
- 2008 - La Medalla Pushkin, otorgada por el presidente de Rusia.
- 2009 - El Premio a la Trayectoria Profesional otorgada por la Universidad de Oviedo (España) y la Asociación Iberoamericana de la Comunicación (ASICOM).
- 2012 - La Medalla de Oro de Bellas Artes, otorgada por el gobierno de México.
- 2012 - El Premio al Liderazgo Distinguido en las Artes otorgado por TCU, Texas Christian University.
- 2014·- El Premio Robert A. Muh del Instituto Tecnológico de Massachusetts
- 2018-  El Premio Embajador Gilberto Bosques otorgado por la Embajada de México en Cuba
- 2018 - El Premio Honorífico Harold Gramatges otorgado por la Unión de Escritores y Artistas de Cuba.

## Discografía
Espejos
- Ernesto Halffter. Canzona e Pastorella
- Tomás Marco. Primer Espejo de Falla
- Mario Lavista. Tres Danzas Seculares
- J. Gutiérrez Heras. Canción en el Puerto
- Manuel Castillo. Alborada
- Rodolfo Halffter. Sonata

(urtext digital classics jbcc 015)
Le Grand Tango
- Le Grand Tango
- Piazzolla. Le Grand tango
- Piazzolla. Milonga
- Piazzolla. Michelangelo 70
- Piazzolla. Balada para mi Muerte
- Ginastera. Triste para chelo y piano
- Villa-Lobos. Aria de Bachianas Brasileiras no. 5
- Federico Ibarra. Sonata
- Robert R. Rodríguez. Lull-A- Bear
- Manuel Enríquez. Fantasía

(urtext digital classics jbcc 014)
Dmitri Shostakóvich. Sonatas
- Sonata para violonchelo Op. 40
- Sonata para viola Op. 147 (transcrita por Carlos Prieto)

(urtext digital classics jbcc 123)
Conciertos y Chôro
- Camargo Guarnieri. Chôro para chelo y orquesta
- Federico Ibarra. Concierto para chelo y orquesta.
- Carlos Chávez. Concierto para chelo y orquesta. (inconcluso)

(urtext digital classics jbcc 023)
Azul y Verde
- Ginastera (Argentina) Pampeana
- (Uruguay) Pieza para chelo y piano
- Ricardo Lorenz (Venezuela) Cecilia en Azul y Verde
- (Venezuela) Golpe con Fandango
- Becerra Schmidt. (Chile) Sonata n.º 5 para chelo y piano
- Celso Garrido-Lecca (Perú). Soliloquio
- Joaquín Nin(España): Suite Española

(urtext digital classics jbcc 024)
Aprietos
- Samuel Zyman (México) Suite para dos violonchelos (1999)
- Claudia Calderón (Colombia) La Revuelta Circular (2000)
- Xavier Montsalvatge (España) Invención a la Italiana (2000)
- Juan Orrego  Salas  (Chile). Espacios. Rapsodia (1998)
- Alberto Villalpando (Bolivia) Sonatita de Piel Morena (1999)
- Tomás Marco (España). Partita a Piatti (1999)

(urtext digital classics jbcc 045)
Tres siglos: tres obras para violonchelo y orquesta
- Ricardo Castro. CONCIERTO PARA VIOLONCHELO Y ORQUESTA (ca. 1895)
- Orquesta Sinfónica de Berlín. Jorge Velazco, director
- Samuel Zyman. CONCIERTO PARA VIOLONCHELO Y ORQUESTA (1990)
- Orquesta  Sinfónica Nacional, Enrique Diemecke, director
- Joaquín Gutiérrez Heras. Fantasía Concertante para chelo y orquesta (2005)
- Orquesta Sinfónica de Xalapa. Carlos Miguel Prieto, director

(urtext digital classics jbcc 178)
Tres conciertos para chelo y orquesta
- Dmitri Shostakovich. Concierto en mi bemol mayor, Op. 107
- Celso Garrido-Lecca (Perú) Concierto para Violonchelo y Orquesta
- John Kinsella. Concierto para violonchelo y orquesta. 2000

(urtext digital classics jbcc 083)
Sonatas y danzas de México
- Manuel M. Ponce. Tres Preludios para Violonchelo y Piano
- Sonata en sol menor para violonchelo y piano
- Alfonso de Elías. Chanson Triste.
- Miguel Bernal Jiménez. Tres Danzas Tarascas (transcritas por Manuel Enríquez)
- Silvestre Revueltas. Tres Piezas (transcritas por Manuel Enríquez
- Manuel Enríquez. Sonatina para violonchelo solo
- Manuel Enríquez. Cuatro Piezas para Violonchelo y Piano

(urtext digital classics jbcc 033)
Del barroco y del romanticismo al siglo XXI
- Haendel-Halvorsen. Passacaglia para violín y violonchelo
- Chaikovski. Pezzo capriccioso  para violonchelo y piano
- Rajmaninov. Vocalise, Op. 34, n.º 14 para violonchelo y piano
- Chopin-Feuermann. Introduction et Polonaise Brillante para chelo y piano
- Lukas Foss. Capriccio para violonchelo y piano
- Francisco Mignone (Brasil). Modinha para violonchelo y piano
- Ernst Mahle (Brasil). Ocho Dúos Modales para dos violonchelos
- Marlos Nobre (Brasil). Partita Latina para chelo y piano. (Estreno mundial)
- Eugenio Toussaint (México). Pour les Enfants. (Estreno mundial)

(urtext digital classics jbcc 093)
De Bach a Piazzolla
- Bach: Courante de suite n.º 6 en re mayor
- Rajmaninov Vocalise Op. 34
- Chaikovski Pezzo Capriccioso, Op. 62
- Falla Tres movimientos de la Suite Popular Española
- Gutiérrez Heras. Canción en el Puerto
- Piazzolla; Dos tangos: Le Grand Tango; Michelangelo 70
- Piazzolla Milonga
- Samuel Zyman. Dos movimientos de la Suite para dos violonchelos
- Shostakovich. Allegretto de Concierto, Op. 107

(urtext digital classics jbcc 101)
Siete estrenos mundiales
- DONALD GRANTHAM.  Son of Cimetière para chelo y piano. (2006)
- EUGENIO TOUSSAINT. Bachriación. Estudio Bop n.º 7 para chelo solo	(2005)
- Russell Pinkston. Summer Rhapsody para chelo and piano   (2006)
- Dan Welcher. Arietta para chelo y piano (2006)
- Robert X. Rodríguez. Tentado por la Samba para chelo y piano.
- Samuel Zyman.  Suite para chelo solo  (2007)
- Roberto SIERRA. Sonata Elegiaca para chelo y piano (2006)

(urtext digital classics jbcc 183)
Bach vol. I
- Las Suites para violonchelo solo.  Suites Nos. 1, 2 y 3

(PMG CLASSICS DIGITAL 092104)
Bach vol. II
- Las Suites para violonchelo solo.  Suites Nos. 4, 5 y 6

PMG CLASSICS DIGITAL 092106)
Sonatas y Fantasías
- Gerhard. Sonata
- Ginastera. Sonata
- Zyman. Fantasía (dedicado a Carlos Prieto)
- Cassadó. Sonata al estilo antiguo español
- Rodrigo. Siciliana
- Piazzolla. Tres piezas breves

(urtext digital classics jbcc 017)
Conciertos para el fin del milenio
- Eugenio Toussaint. Concierto n.º 2
- Arturo Márquez. Espejos en la Arena
- Roberto Sierra. Cuatro Versos

(urtext digital classics jbcc 047)

## Libros publicados

### En español
- Cartas rusas (1965)
- Alrededor del Mundo con el Violonchelo  - Alianza Editorial México. (1987, 1988)
- De la URSS a Rusia, tres décadas de experiencias y observaciones de un testigo  - Prólogo Isabel Turrent. Fondo de Cultura Económica (1993, 2013)
- Las aventuras de un violonchelo, historias y memorias  - Prólogo Álvaro Mutis. Fondo de Cultura Económica. (1998, 2013)
- Senderos e imágenes de la Música - Fotografías con Miguel Morales (1999)
- Cinco mil años de palabras - Prólogo Carlos Fuentes. Fondo de Cultura Económica. (2005)
- Por la milenaria China. Historias, vivencias y comentarios - Prólogo Yo-Yo Ma. Fondo de Cultura Económica. (2009)
- Dmitri Shostakovich, Genio y drama - Prólogo de Jorge Volpi. Fondo de Cultura Económica. (2013)
- Apuntes sobre la historia de la música en México. Seminario de Cultura Mexicana (2013)
- Mis recorridos musicales alrededor del mundo. La música en México y notas autobiográficas. Fondo de Cultura Económica  (2017)

### En inglés
- The Adventures of a Cello - Prólogo Yo-Yo Ma. Texas University Press (2006)
- The Adventures of a Cello, Revised edition." Prólogo Yo-Yo Ma. Texas University Press (2011)

### En portugués
- As aventuras de um violoncelo. Historias e memórias - Top Books y Univer Cidade. Río de Janeiro. Brasil.

### En ruso
- Prikliucheniya Violonceli. - Editorial Orenburgskaya Kniga. Perm. Rusia. (2005)